# 라티움 전쟁
라티움 전쟁(기원전 340년~338년)은 로마와 고대 이탈리아의 인접한 라티움 민족들 사이에 벌어진 전쟁이다. 이 전쟁으로 라티움 동맹이 해체되고 라티움인에게 부분적인 권리와 다양한 수준의 시민권을 부여하여 라티움의 각 영토는 로마의 영향권 안으로 들어오게 된다.

## 라티움 전쟁
라티움 전쟁은 라티움 민족들이 로마에서 독립하고자 하면서 벌어졌다. 기원전 343년 삼니움은 카푸아 북부의 작은 도시 국가 시디키니를 공격하여 제1차 삼니움 전쟁이 일어났는데, 기원전 341년 로마와 삼니움이 평화조약을 맺어 삼니움에 시디키니를 넘겨주었다. 당초 로마 편에서 싸우던 라티움과 캄파니아 동맹국은 이 조약을 시디키니에 대한 치욕스러운 배반으로 여겼다. 기원전 340년경 한 대사가 로마 원로원에 파견되어 라티움과 로마가 동등한 권리를 갖는 단일 국가 형성을 요구했다. 이전부터 로마는 라티움 동맹의 맹주였으므로, 이 제의를 거부하였고 전쟁이 일어났다.
라티움인들은 삼니움으로 진입했다. 로마-삼니움 연합군은 푸치노 호수로 이동해서 라티움을 피해 캄파니아 영토로 들어가 베수비우스 화산 인근에서 라티움과 캄파니아군을 공격했다. 베수비우스 전투에서 데키우스 무스와 만리우스 토르콰투스의 지휘를 받은 로마군은 라티움을 격파했다. 로마측 사료에 따르면 만리우스의 아들이 우연히 불복종을 저지르자 그를 처형하여 일벌백계로 삼았다고 하며, 데키우스는 로마의 승리를 위해 스스로 자신을 신에게 희생했다고 한다.
1년 뒤 트리파눔 전투에서 만리우스는 라티움을 다시 무찔렀다. 캄파니아에서 밀려난 라티움군은 라티움으로 가서 오랫동안 저항했지만 결국 실패했다. 로마의 역년 목록(fasti)에 따르면 기원전 338년에 전쟁이 끝난 것으로 보인다. 패배한 라티움인들은 로마의 우위를 인정할 수밖에 없었다. 일부 라티움 도시는 로마에 편입되었으며, 나머지는 제한적인 시민권(투표권 없는 시민권, civitas sine suffragio)을 얻게된다.

## 참고 자료
- M.하이켈하임, 프리츠; 세드릭 A. 요, 앨런 M. 워드 (10). 《로마사(A History of the roman people)》. 서울: 현대지성사. 60~61쪽. ISBN 89-8347-011-9.
- William C. Morey, Outlines of Roman History, New York, Cincinnati, Chicago: American Book Company (1901) (through Forum Romanum)
- Theodor Mommsen, History of Rome (through Classic Literature)